# Remember That Night
Remember That Night: Live at the Royal Albert Hall is een opname van het concert dat Pink Floyd-gitarist en -zanger David Gilmour in Royal Albert Hall gaf in mei 2006. De opname werd op dvd en Blu-ray uitgebracht in 2007. Als gasten traden David Crosby, Graham Nash, David Bowie en Robert Wyatt op.
Gilmours band bestond uit: 
- David Gilmour (zang, gitaren, cümbüş, altsaxofoon)
- Richard Wright (toetsen en zang)
- Dick Parry (saxofoons en orgel)
- Phil Manzanera (gitaren en zang)
- Guy Pratt (basgitaren)
- Jon Carin (synthesizer, zang en gitaar)
- Steve DiStanislao (drums, percussie en zang)

| Het concert in Royal Albert Hall. 1. "Speak to Me" 2. "Breathe" 3. "Time" 4. "Breathe (Reprise)" 5. "Castellorizon" 6. "On an Island" (met David Crosby en Graham Nash) 7. "The Blue" (met David Crosby en Graham Nash) 8. "Red Sky at Night" 9. "This Heaven" 10. "Then I Close My Eyes" (met Robert Wyatt) 11. "Smile" 12. "Take a Breath" 13. "A Pocketful of Stones" 14. "Where We Start" 15. "Shine On You Crazy Diamond, Pts. 1-5" (met David Crosby en Graham Nash) 16. "Fat Old Sun" 17. "Coming Back to Life" 18. "High Hopes" 19. "Echoes" 20. "Wish You Were Here" 21. "Find the Cost of Freedom" (met David Crosby en Graham Nash) 22. "Arnold Layne" (met David Bowie) 23. "Comfortably Numb" (met David Bowie) | Bonus en extra's - Bonustracks van de Albert Hall concerten: - Wot's... Uh the Deal - Dominoes - Wearing the Inside Out - Arnold Layne (met Richard Wright) - Comfortably Numb (met Richard Wright) - Overige bonustracks - Dark Globe (video) - Echoes (Live from Abbey Road. Verborgen track na Dark Globe) - Astronomy Domine (Live from Abbey Road) - 'On an Island' promotionele video - 'Smile' promotionele video - 'This Heaven' (AOL Sessions performance) - 'Island Jam' (januari 2007, opgenomen in 'The Barn') - Beelden van het Mermaid Theatre concert (maart 2006) - Castellorizon - On an Island - The Blue - Take A Breath - High Hopes - Documentaries - Opgenomen tussen shows in Los Angeles, gedeeltelijk gefilmd door Richard Wright. Ook wel bekend als de 'West Coast Documentary' - 'Breaking Bread, Drinking Wine', een tour documentaire door Gavin Elder - The making of 'On An Island' - Fotogalerij - Credits |

## Easter eggs
De dvd bevat een drietal easter eggs in de vorm van verborgen video's:
- Er staat een akoestische versie van "Echoes" op de tweede dvd, die gespeeld kan worden als het nummer "Dark Globe" vanuit het menu wordt gekozen. Als men de "Play All"-functie gebruikt wordt dit nummer niet afgespeeld.
- Een korte opname van Gilmour die de Cümbüş speelt. Dit nummer kan worden getoond door op de tweede DVD de functie "Main Menu" te kiezen. Na 20 seconden verschijnt er vuurwerk. Als men met de afstandsbediening dit vuurwerk selecteert wordt het nummer afgespeeld.
- Er is een video van een dance-remix van "On an Island", als men het "Royal Albert Hall" submenu kiest op de tweede dvd. Opnieuw 20 seconden wachten op het vuurwerk, en dat dan kiezen.